# Scott McGrory
Pour les articles homonymes, voir McGrory.
Scott McGrory, né le 22 décembre 1969 à Walwa (en), est un ancien coureur cycliste australien. Spécialiste des courses de couple sur piste, il a été champion olympique de l'américaine avec Brett Aitken lors des Jeux de 2000 à Sydney, et a remporté 15 courses de Six Jours, dont 12 avec Matthew Gilmore.

## Palmarès sur piste

### Jeux olympiques
- Séoul 1988
  -  Médaillé de bronze de la poursuite par équipes
- Sydney 2000
  -  Champion olympique de l'américaine (avec Brett Aitken)

### Championnats du monde
- Manchester 1996
  -  Médaillé d'argent de l'américaine

### Coupe du monde
- 1996
  - 3e de l'américaine à Cottbus
- 1999
  - 1er de l'américaine à Fiorenzuola d'Arda (avec Brett Aitken)
- 2002
  - 3e de l'américaine à Moscou

### Six Jours
- 1992 : Nouméa (avec Michel Dubreuil)
- 1999 : Gand (avec Jimmi Madsen)
- 2001 : Aguascalientes, Amsterdam, Brême, Gand, Mexico, Zurich (avec Matthew Gilmore)
- 2002 : Munich, Copenhague, Fiorenzuola d'Arda (avec Matthew Gilmore)
- 2003 : Stuttgart, Turin (avec Matthew Gilmore)
- 2004 : Dortmund (avec Rolf Aldag), Munich (avec Matthew Gilmore)

### Championnats d'Australie
- Champion d'Australie de la course aux points : 1993
- Champion d'Australie de l'américaine : 1995 (avec Stephen Pate)
- Champion d'Australie de poursuite par équipes : 1991 et 1992

## Palmarès sur route
- 1994
  - 12e étape du Herald Sun Tour
  - 18e étape de la Fresca Classic
  - 1re et 2e étapes du Tour des Pyrénées
  - 3e du championnat d'Australie sur route
  - 3e de la Melbourne to Warrnambool Classic
- 1995
  - 1re étape du Tour de Tasmanie
  - 5e étape du Herald Sun Tour
  - 3e étape du White Pages Tour
  - 2e du championnat d'Australie sur route
- 1996
  - 2e étape des Geelong Bay Classic Series
  - 2e des Geelong Bay Classic Series
- 1997
  - Hennesee-Rundfahrt
  - 14e étape du Herald Sun Tour
  - 2e du Philadelphia International Championship
  - 3e du Herald Sun Tour
- 1999
  - 5e étape du Tour de Bavière
- 2002
  - 5e étape des Geelong Bay Classic Series
  - 2e du Grote Prijs Dr. Eugeen Roggeman

## Distinctions
- Sir Hubert Opperman Trophy - cycliste australien de l'année en 2000, avec Brett Aitken[1]
- Cycliste sur piste australien de l'année en 2000, avec Brett Aitken[2]
- Temple de la renommée du cyclisme en Australie